# 纳迪娅·乌尔
纳迪娅·乌尔（德語：Nadja Uhl，1972年5月23日—），德国女演员。曾获得柏林国际电影节最佳女演员银熊奖。